# 효창동
효창동(孝昌洞)은 서울특별시 용산구에 있는 행정동 및 법정동이다.

## 개요
효창동은 조선시대 왕실의 묘역인 ‘효창원’이 있던 곳이다. 효창원은 정조의 장남 문효세자 등이 묻힌 묘역으로, ‘효창묘’, 또는 ‘애기능’으로 칭하다가 고종 7년에 효창원으로 승격되었으나, 일제강점기에 경기도 고양시 서삼릉으로 강제이장되었다. 조선시대의 효창원은 청파동1가에 마포구 공덕오거리 부근에 이르는 넓은 지역으로 숲이 우거져 경치가 아름다웠다고 한다. 조선시대에는 이 부근에서 말을 타고 지나갈 수 없도록 하마비가 효창동 6번지 49호에 있었으나 지금은 전하지 않는다. 이로 인해 이곳 마을 이름이 ‘하마비계’로 불린 적도 있다. 현재는 마포구와 행정 경계에 위치하고 있으며, 효창공원과 효창운동장이 소재하고 있고, 백범기념관과 효창종합사회복지관이 있어 외래객의 왕래가 빈번하다.

## 법정동
- 효창동

## 교통
- ● 서울 지하철 6호선, ● 수도권 전철 경의·중앙선 효창공원앞역

## 명소
- 효창공원
- 효창운동장
- 백범기념관

## 교육
- 서울금양초등학교
- 서울자동차고등학교

## 미디어
- KBS 《김영철의 동네 한 바퀴》 (15회, 2019. 03. 02)